# Парламентарни избори у Србији 1880.
Скупштина, изабрана 29. октобра 1878, са једном изразитом либералном већином, иако је имала да траје за још један сазив, Кнежевим указом 24. октобра 1880. била је распуштена, па су заказани нови избори за 30. новембра 1880. с тим да се Скупштина састане 30. децембра 1880. y Београду.
На изборима појавили су се либерални кандидати и кандидати дотадашње опозиције, коју су чинили консервативни и радикални елементи. Изборни резултат, иако је слобода избора била загарантована, испао је неповољно по либерале: опозиција је добила 127, a либерали само 7 мандата.
Дана 30. децембра Скупштина се састала и извршила верификацију посланичких мандата.